# Kohlbergs Theorie der Moralentwicklung
Die Kognitive Entwicklungstheorie des moralischen Urteils von Lawrence Kohlberg basiert unter anderem auf John  Rawls moralphilosophischer Gerechtigkeitstheorie und stellt eine Weiterentwicklung von Jean Piagets Theorie der kognitiven Entwicklung dar. Konzeptionell baut Kohlbergs Theorie auf Jean Piagets Entwicklungsmodell der kognitiven Entwicklung auf. Lawrence Kohlbergs Theorie der Entwicklung des Moralbewusstseins beim Menschen beruht auf seiner Dissertation (1958), ihr folgte eine beinahe 25 Jahre laufende Längsschnittstudie. Zeit seines Lebens hat Kohlberg an seiner Theorie der moralischen Urteilsentwicklung gearbeitet und sie beständig revidiert und erweitert. Die Theorie geht davon aus, dass sich das Moralbewusstsein beim Menschen stufenweise in immer derselben Reihenfolge entwickelt, wobei nicht alle Menschen die höheren Stufen des Moralbewusstseins erreichen.

## Ermittlung moralischer Urteile
Mit so genannten „moralischen Dilemmata“ untersuchte Kohlberg die moralische Entwicklung des Menschen. Den Probanden wurden zehn hypothetische Dilemmata vorgelegt. Durch diese fiktiven Geschichten wurden sie mit moralischen Problemstellungen konfrontiert, zum Beispiel geraten die Protagonisten in einen inneren Konflikt mit Normen und Gesetzen, wenn die Forderung einer Autorität im Widerspruch zum Wohlergehen anderer Personen steht.
Die wohl geläufigste Geschichte ist das Heinz-Dilemma, welches von Kohlberg und seinen Mitarbeitern wiederholt benutzt wurde, um das Auswertungssystem zu erklären. Die Geschichte handelt von einem Mann namens Heinz, dessen Frau sterbenskrank ist. Der einzige Apotheker der Stadt hat ein Medikament entwickelt, das die Frau heilen könnte. Der Apotheker verkauft das Medikament für den zehnfachen Preis, den ihn die Herstellung kostet, und er ist nicht bereit, Heinz das Medikament zu einem geringeren als dem veranschlagten Preis zu verkaufen. Trotz zahlreicher Bemühungen gelingt es Heinz nicht, ausreichend Geld zu beschaffen, um das Medikament kaufen zu können. Verzweifelt bricht Heinz in die Apotheke ein und stiehlt das Medikament für seine Frau.
Die Probanden wurden daraufhin befragt, ob und warum Heinz das Medikament stehlen sollte, was als schlimmer eingestuft werden kann – jemanden sterben lassen oder stehlen –, ob Heinz auch das Medikament stehlen sollte, wenn er seine Frau nicht lieben würde, ob man auch für einen Freund oder gar ein Haustier das Medikament stehlen sollte und ob ein Richter Heinz für den Diebstahl bestrafen sollte.
Kohlbergs Dilemmata handeln alle von zwei sich widersprechenden, also nicht zu vereinbarenden moralischen Normen. Auf das Heinz-Beispiel bezogen, wäre es also der Wert des Lebens, der im Widerspruch zum Diebstahl steht. Die Dilemmata haben eine simple Struktur, und eine optimale Lösung kann niemals gefunden werden. Heinz kann niemals seine Frau retten und zur gleichen Zeit den Apotheker zufriedenstellen. Welcher Lösungsweg von den Probanden gewählt wird, ist somit egal, es ergeben sich in jedem Fall fatale Konsequenzen.
Kohlberg führt keine inhaltliche, sondern eine strukturelle Analyse der Antworten auf die Dilemmata durch. Für Kohlberg ist es nicht von Bedeutung, welche durch den Inhalt geprägte Handlungsalternative (z. B. Heinz solle das Medikament stehlen oder nicht) gewählt wird. Kohlberg führt eine Analyse der Struktur des moralischen Urteils durch, er untersucht die Argumente bzw. angegebenen Begründungen für die jeweilige Entscheidungsrichtung. An diesem Analyseschema kann man sehr gut einen der Hauptpunkte von Kohlbergs Theorie erkennen: Sie unterscheidet nicht in moralisch „gute“ und moralisch „schlechte“ Entscheidungen in Bezug auf das Dilemma, da dies eine „gute“ oder eine „böse“ Moral voraussetzen würde, die in Kohlbergs Weltanschauung nicht existiert.

## Kohlbergs Theorie – eine kognitive Entwicklungstheorie
Kohlberg bezeichnet seine Theorie als eine kognitive Entwicklungstheorie. Die Bezeichnung „kognitiv“ muss in diesem Zusammenhang als das Denken und Urteilen über moralische Problemstellungen verstanden werden. Kohlberg hat in seinen Untersuchungen affektive Aspekte der moralischen Entwicklung nicht behandelt. Er geht davon aus, dass moralisches Urteilen auf der kognitiven Entwicklung aufbaut; man muss also erst logisch denken können, bevor man moralisch urteilen und handeln kann.

## Grundlagen
Die nachfolgend beschriebenen Entwicklungsstufen des moralischen Bewusstseins durchläuft Kohlberg zufolge jeder Mensch, unabhängig von der Kultur, in der er aufwächst, immer in derselben Reihenfolge und ohne einzelne Stufen zu überspringen. Die Stufen des Moralbewusstseins entsprechen dabei verschiedenen Stufen einer Entwicklung der kognitiven Prozesse, mit denen ein Mensch moralische Konfliktfälle und Fragen beantwortet. Der wesentliche Bereich, in dem sich die Entwicklung dabei vollzieht, liegt in der Fähigkeit des Menschen, sich in die Lage anderer Menschen hinein zu versetzen (Perspektivenübernahme).

## Die Stufen des Moralbewusstseins

### Kriterien für die Entwicklung
Um von einer Stufe des Moralbewusstseins zu einer anderen zu gelangen, muss ein Mensch in drei Bereichen Fortschritte machen:
1. Seine soziale Perspektive muss sich erweitern, weg von einer rein egozentrischen Perspektive hin zur Realisierung der Ansprüche anderer Menschen in der Gemeinschaft.
2. Seine moralische Selbstbestimmung muss sich verbessern, er muss moralische Normen hinterfragen und begründen lernen.
3. Die Begründung der Regeln seines Handelns muss sich verbessern. Eine reine egozentrische Lust/Unlust-Begründung wird schrittweise abstrakter hin zu einer postkonventionellen Normbegründung.

### Drei Ebenen mit je zwei Unterstufen
Kohlberg unterscheidet drei Hauptniveaus des moralischen Urteilens, die jeweils aus zwei Unterstufen bestehen:

#### Präkonventionelle Ebene
Diese Ebene entspricht dem Niveau der meisten Kinder bis zum neunten Lebensjahr, einiger Jugendlicher und vieler jugendlicher und erwachsener Straftäter. Auf dieser Ebene erlebt das Kind zum ersten Mal, dass es auch andere Sichtweisen neben der eigenen geben kann, die Autoritätspersonen sind jedoch weiterhin die Vorbilder.
1. Stufe – Die Orientierung an Strafe und Gehorsam:
In der ersten Stufe orientieren sich diese nicht an moralischen Ansprüchen, sondern im Wesentlichen an wahrgenommenen Machtpotenzialen. Die von Autoritäten gesetzten Regeln werden befolgt, um Strafe zu vermeiden.
2. Stufe – Die instrumentell-relativistische Orientierung:
In der zweiten Stufe erkennen Kinder die Gegenseitigkeit menschlichen Verhaltens. Rechthandeln besteht darin, die eigenen Bedürfnisse und gelegentlich die von anderen als Mittel (instrumentell) zu befriedigen. Menschliche Beziehungen werden vergleichbar mit der Austauschbeziehung des Marktes verstanden. Sie orientieren ihr Verhalten an dieser Gegenseitigkeit, reagieren also kooperativ auf kooperatives Verhalten, und üben Rache für ihnen zugefügtes Leid (tit for tat/do ut des – „ich gebe, damit du gibst“; "Wie du mir so ich dir").

#### Konventionelle Ebene
Dieser Ebene sind der Großteil der Jugendlichen und Erwachsenen zuzuordnen.
3. Stufe – Die Orientierung an zwischenmenschlichen Beziehungen der Gegenseitigkeit:
Moralische Erwartungen anderer werden erkannt. Den Erwartungen der Bezugspersonen und Autoritäten möchte der Proband entsprechen (good boy/nice girl), nicht nur aus Angst vor Strafe. Wird er den Erwartungen nicht gerecht, empfindet er auch Schuldgefühle. Korrespondierend dazu richtet er ebenfalls moralische Erwartungen an das Verhalten anderer. Es wird darüber hinaus häufig aufgrund der zugehörigen Intention argumentiert („Er hat es doch gut gemeint“).
4. Stufe – Die Orientierung an Gesetz und Ordnung:
Über die dritte Stufe hinaus erkennt der Proband die Bedeutung moralischer Normen für das Funktionieren der Gesellschaft. Auch die nicht von Bezugspersonen an das Kind gerichteten Erwartungen werden erkannt (allgemeine moralische Regeln der Gesellschaft) und befolgt, da sie für das Aufrechterhalten der sozialen Ordnung erforderlich sind (law and order).

#### Zwischen- bzw. Übergangsstufe
4 1/2. Stufe:
Bei der Auswertung einer Längsschnittstudie wurde festgestellt, dass High-School-Absolventen wieder moralische Urteile entsprechend der Stufe 2 fällten. Daraufhin wurde die Zwischenstufe nachträglich in die Theorie integriert.
In der Übergangszeit zum Erwachsenwerden befinden sich Jugendliche typischerweise in einer Übergangsphase. Um sich vom konventionellen Niveau des Moralbewusstseins zu lösen, ist es wichtig, moralische Normen zu hinterfragen und nicht blind Autoritäten zu folgen. In der Übergangsphase gelingt es dem Menschen noch nicht, die Begründung von Normen auf ein neues, intersubjektives Fundament zu stellen, er ist moralisch orientierungslos. Menschen dieser Stufe verhalten sich nach ihren persönlichen Ansichten und Emotionen. Ihre Moral ist eher willkürlich, Begriffe wie „moralisch richtig“ oder „Pflicht“ halten sie für relativ. Im günstigen Fall gelingt ihnen die Entwicklung zur 5. Stufe des Moralbewusstseins, es kann aber auch sein, dass sie in der Übergangsstufe verbleiben oder zur 4. Stufe zurückfallen. Die Zwischenstufe wird als postkonventionell angesehen, obwohl moralische Urteile auf dieser Stufe noch nicht prinzipiengesteuert sind.

#### Postkonventionelle Ebene
Nur eine Minderheit von Erwachsenen erreicht die postkonventionelle Ebene, meistens erst nach dem 20. Lebensjahr.
5. Stufe – Die legalistische Orientierung am Sozialvertrag:
Moralische Normen werden jetzt hinterfragt und nur noch als verbindlich angesehen, wenn sie gut begründet sind. In der fünften Stufe orientiert sich der Mensch an der Idee eines Gesellschaftsvertrags. Aus dem Motiv der Gerechtigkeit oder der Nützlichkeit für alle werden bestimmte Normen akzeptiert. Nur etwa ein Viertel aller Menschen erreicht diese Stufe.
6. Stufe – Die Orientierung am universalen ethischen Prinzip:
Die sechste Stufe wird schließlich nur noch von weniger als 5 % der Menschen erreicht. Hierbei wird die noch diffuse Begründung von Normen der fünften Stufe verlassen. Die Moralbegründung orientiert sich jetzt am Prinzip der zwischenmenschlichen Achtung, dem Vernunftstandpunkt der Moral. Das richtige Handeln wird mit selbstgewählten ethischen Prinzipien, die sich auf Universalität und Widerspruchslosigkeit berufen, in Einklang gebracht, wobei es sich also nicht mehr um konkrete moralische Regeln, sondern um abstrakte Prinzipien handelt (kategorischer Imperativ). Konflikte sollen argumentativ unter (zumindest gedanklicher) Einbeziehung aller Beteiligten gelöst werden. Diese Stufe ähnelt der Normbegründungsform der Diskursethik.

#### Eine Stufe 7?
Das eigentliche Stufenmodell Kohlbergs geht bis zur 6. Stufe. Kohlberg hat später Vermutungen geäußert, es könne eine 7. Stufe geben, in der moralische Urteile transzendental begründet werden. Systematisch ausgebaut wurde dieser Aspekt von Kohlberg nicht; er nimmt jedoch an, dass nur sehr wenige Menschen diese Stufe erreichen. Das Individuum der Stufe 7 sei erfüllt von universeller Liebe, Mitgefühl oder Heiligkeit. Kohlberg zitiert als Beispiele Jesus, Buddha und Gandhi.

## Testverfahren
Ein häufig genutztes Testverfahren zur Messung der Stufen nach Kohlberg ist der Defining Issues Test (DIT-2). Der damit ermittelte Index zeigt an, in welchem Umfang ein Individuum eine postkonventionelle Moral präferiert.

## Kritik
Kohlbergs Theorie fand neben einer Vielzahl von Anhängern auch in erheblichem Maße Kritiker. Kohlbergs verwirrende Publikationspraxis mit einer unüberschaubaren Menge an Veröffentlichungen wird ihm ebenso vorgeworfen wie angebliche Widersprüche zwischen der Theorie und den empirisch gewonnenen Daten. Die Revisionen der Theorie (siehe Stufe 4 1/2) wurden ebenfalls kritisiert mit dem Argument, bei Inkonsistenzen zwischen Theorie und empirischen Daten seien entweder die Auswertungsmethoden geändert oder Theorieveränderungen vorgenommen worden, ohne sie grundlegend zu hinterfragen. Amoralisten und Dezisionisten kritisieren, dass die Entwicklungen von Personen auf Stufe 5 als Fortschritt angesehen wird, da sie die auf Stufe 5 und 6 für richtig gehaltenen Moralbegründungen bezweifeln. Tugendethiker meinen, dass moralisch reife Persönlichkeiten sich durch die Ausbildungen bestimmter Charaktereigenschaften (der Tugenden) auszeichnen und nicht etwa an den Glauben an diese oder jene abstrakte Theorie aus einer fehlgeleiteten Geistesgeschichte; ihnen zufolge sei moralische Reife habituell, nicht intellektuell. Da Kohlbergs Theorie sich auf kognitive Aspekte beschränke, wurde ein „kognitiver Überhang“ seiner Entwicklungstheorie bemängelt.
Aus feministischer Sicht wurde Kohlbergs Stufentheorie der moralischen Entwicklung dafür kritisiert, eine westlich-maskuline Betrachtungsweise einseitig zu favorisieren und als verbindliche Norm zu bestimmen. So wurden seine Studien ausschließlich mit männlichen Probanden durchgeführt; dementsprechend wurde ihm die Verwendung nicht repräsentativer Daten vorgeworfen. Nicht selten zeigte sich bei der Auswertung der Antworten weiblicher Probanden auf moralische Dilemmata nach dem Kohlbergschen Schema ein im Durchschnitt den männlichen Teilnehmern unterlegenes moralisches Urteilsvermögen. Kohlbergs Schülerin Carol Gilligan betonte daraufhin die Notwendigkeit, neben der als typisch männlich betrachteten Gerechtigkeitsmoral (engl. voice of justice) auch die feminine Fürsorgemoral (engl. voice of care) anzuerkennen, die sich statt an formalen Gerechtigkeitsprinzipien eher an der Qualität der Beziehung orientiert und Gefühle sowie soziales Engagement in den Vordergrund der Betrachtung rückt.
Die Psychologin Monika Keller kritisierte Kohlbergs Definition der beiden ersten Stufen: Sie fand heraus, dass Kinder (hier: neunjährige) Handlungen als moralisch richtig oder falsch beurteilen, unabhängig davon, ob diese belohnt oder bestraft werden. Sie fühlten sich schlecht, wenn sie ein Versprechen nicht halten konnten; dies wurde auf ihre empathische Antizipation zurückgeführt. Auch 4- bis 6-jährige Kinder kannten und beachteten nach der Studie von Gertrud Nunner-Winkler (2005) das moralische Verbot des Diebstahls – auf Grundlage der Normen und nicht der Sanktionen.
Ein weiterer Aspekt, welcher von Krebs und Denton (2005) als kritisch betrachtet wird, ist die geringe Korrelation zwischen moralischen Urteilen und Handlungen in moralischen Kontexten. Sie vertreten den Standpunkt, dass ein Mensch moralische Urteile fällen kann, die jeweils unterschiedlichen Stufen Kohlbergs zugeordnet werden können. Auf welcher Stufe sich das moralische Urteil befindet, ist laut der Autoren von Motiven und dem Kontext abhängig. Diese pragmatische Herangehensweise impliziert, dass moralische Urteile nicht ausschließlich das Ziel verfolgen Gerechtigkeit zu schaffen, sondern primär zum Erreichen eigener Ziele dienen. Darüber hinaus wird argumentiert, dass moralische Urteile oftmals erst nach der Handlung gefällt werden, um diese zu rechtfertigen. Sie schlussfolgern, dass Fairness nur solange für das Individuum von Interesse ist, wie die eigene Person keinen Schaden davonträgt.